# Château de Baelen
Le château de Baelen est un château classé situé dans la commune de Welkenraedt (section d'Henri-Chapelle), au nord de la province de Liège (Belgique).

## Localisation
Bien que s'appelant le château de Baelen, cette propriété ne se trouve pas sur le territoire communal de Baelen. Le château est situé dans le hameau de Ruyff, au no 68 de la rue du Château de Ruyff à environ 2 500 m au nord-ouest du centre de la localité de Welkenraedt. Il se trouve aussi à environ 300 m à l'est du château de Ruyff, autre château classé.

## Histoire
Le lieu était la résidence des seigneurs du ban de Baelen (qui faisait partie du duché de Limbourg) à qui il doit son nom. Les deux tours carrées sont bâties à partir du XVe siècle. Sur base d'une construction antérieure, le château prend son aspect actuel dès 1737 sous Jacques-Antoine (de) Pirons (1685-1757), riche industriel verviétois et propriétaire de l'époque. La famille cède la propriété aux frères Alexiens en 1875. La propriété a été augmentée d’annexes modernes, nécessaires au développement de leurs activités médicales.

## Description
La façade avant du château, symétrique et à double corps, se compose de neuf travées et de deux niveaux (un étage). Les trois travées centrales, en ressaut, sont surmontées par un important fronton triangulaire représentant les armoiries des familles Pirons et Franquinet. Les travées latérales sont surmontées de lucarnes émergeant d'une toiture en ardoises à quatre pans. Les encadrements des baies sont à linteau à claveaux saillants un-sur-deux et piédroits harpés, saillants un-sur-deux. Cette façade est flanquée à chaque extrémité de deux tours plus anciennes (du XVe siècle au XVIIe siècle) en moellons de grès, placées à l'avant de façade, de plan carré et surmontées par des flèches octogonales bulbeuses à trois excroissances et à épis de ferronnerie. Le château est précédé de quatre ailes blanchies comprenant des annexes contemporaines.

## Activités
Le château et les ailes servent de cadre à un centre psychiatrique.

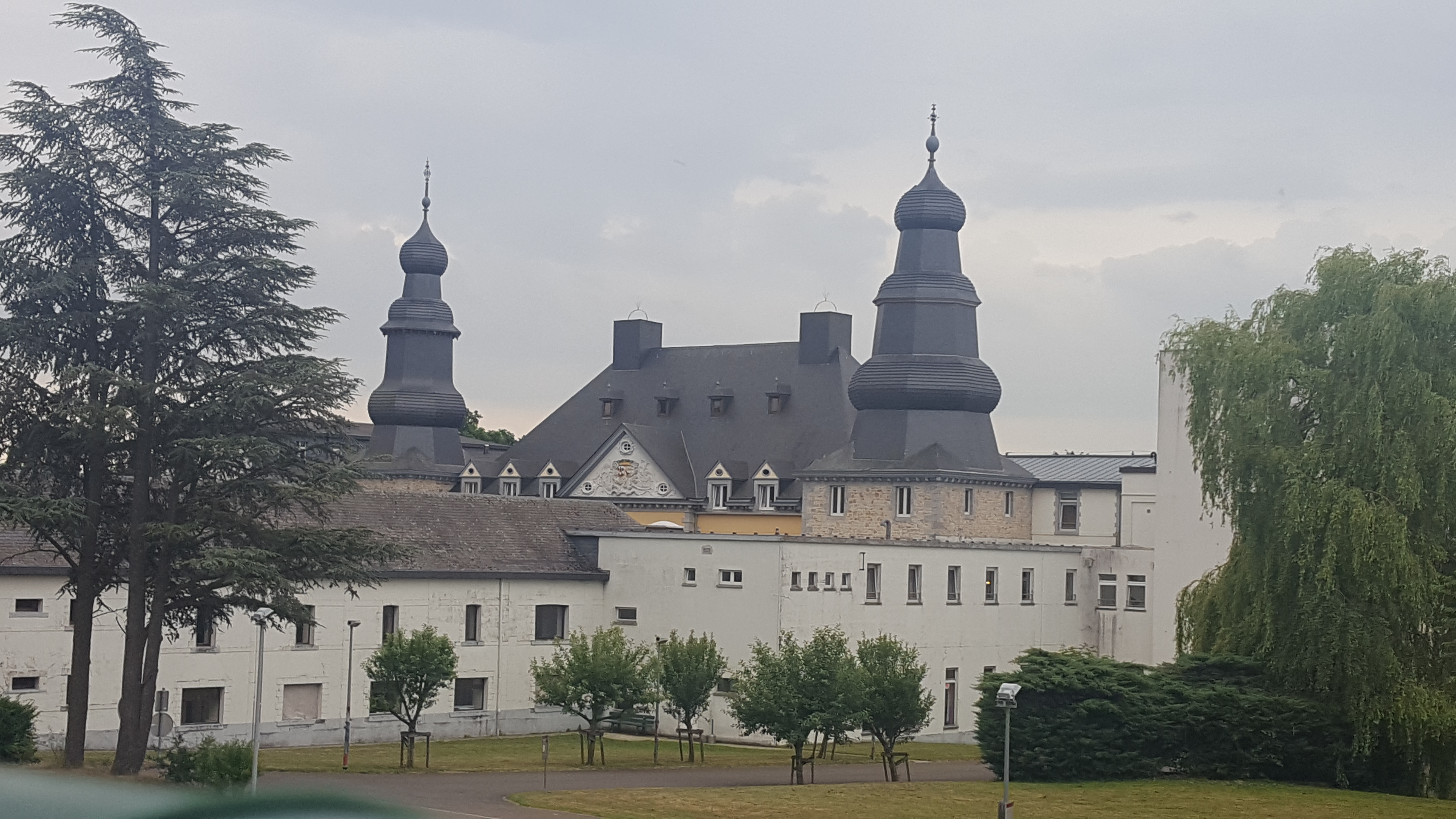
L'ensemble hospitalier autour du château de Baelen

## Classement
Le château (façades et toitures des parties anciennes et escalier) est repris sur la liste du patrimoine immobilier classé de Welkenraedt depuis le 24 août 1989.

## Source et lien externe
- Site de trois-frontieres.be